# Benvenuti mostri!
Benvenuti mostri! è il terzo album di Oliviero Malaspina, edito nel 2003 da Target/Sony.
Il brano "M.M." è dedicato a Marylin Monroe.

## Tracce
1. One Solution Revolution
2. Benvenuti Mostri!
3. Sudamericapadano
4. Il Party Di Sabry
5. Natura Morta Con Ossibuchi
6. L'ultima Notte Del Mondo
7. Adesso Lasciatemi Qui
8. Lucente Mistero
9. La Stanza Dei Pesci
10. Benedetta Voglia Di Vivere
11. M.M.
12. Malacarne